# Élections législatives andorranes de 1993
Les élections législatives andorranes de 1993 ont eu lieu le 12 décembre 1993 afin de renouveler les 28 députés du Conseil général de l'Andorre.
Elles sont les premières élections tenues après l'entrée en vigueur de la Constitution d'Andorre le 4 mai 1993.
Òscar Ribas Reig se maintient au poste de Chef du gouvernement d'Andorre.

## Système électoral

### Mode de scrutin
Le Conseil général se compose de vingt-huit députés élus pour un mandat de quatre ans, selon un mode de scrutin parallèle. Quatorze sièges sont pourvus au scrutin majoritaire plurinominal, à raison de deux pour chacune des sept circonscriptions dite « paroissiales ». Le reste des députés est élu au scrutin proportionnel suivant la méthode du plus fort reste dans une circonscription unique qui se compose de l'ensemble du territoire national.